# Comunità montana Alto Sangro e altopiano delle Cinquemiglia
La comunità montana Alto Sangro e altopiano delle Cinquemiglia è stata una comunità montana comprendente l'alta valle del fiume Sangro (Alto Sangro) e l'altopiano maggiore.

## Geografia fisica

### Territorio

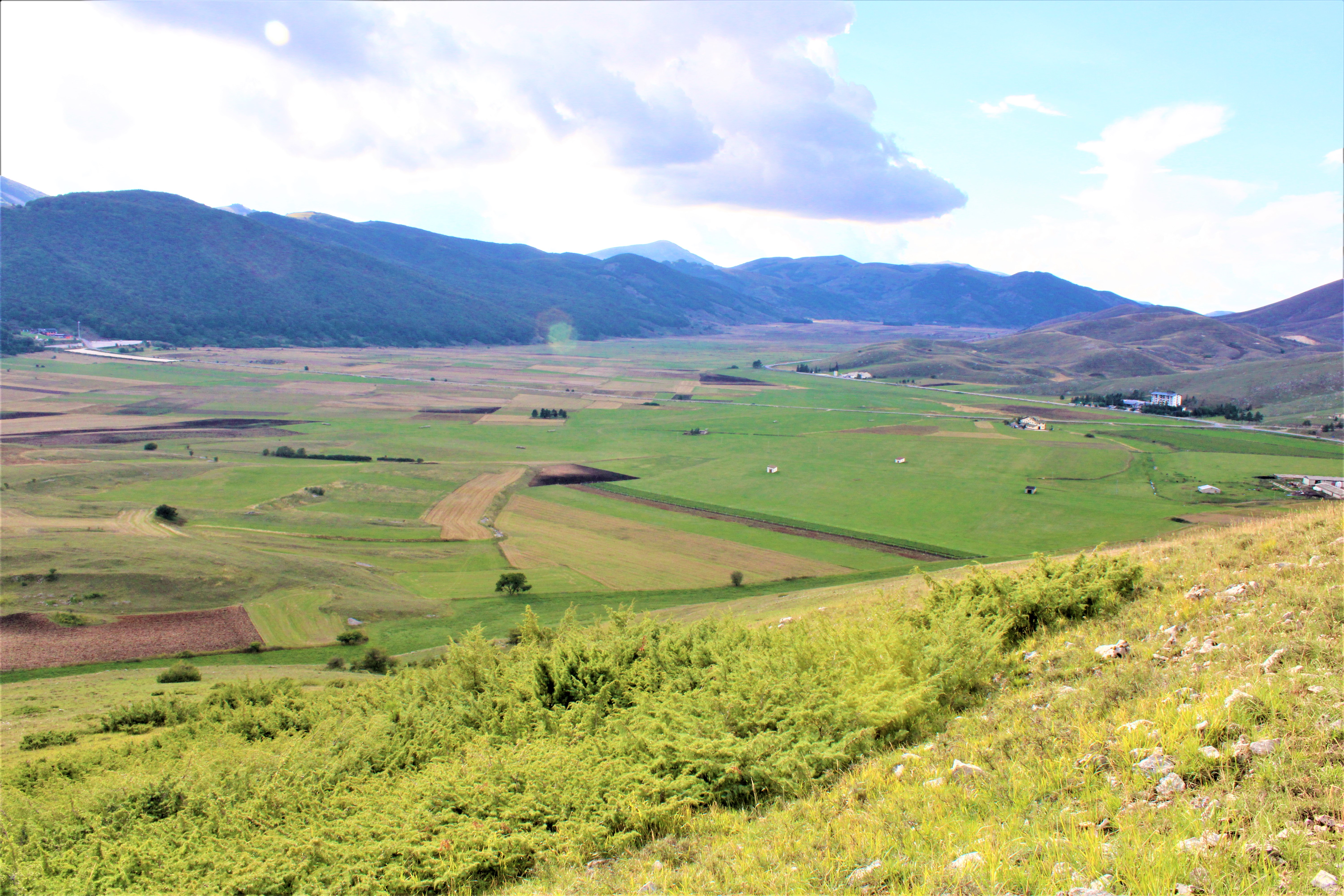
Altopiano delle Cinquemiglia

Il nome derivava dall'alta valle del fiume Sangro e dall'altopiano delle Cinquemiglia che rappresentano le due aree adiacenti di cui il territorio della comunità montana era composta, comprendendo al suo interno i monti Marsicani e gli altipiani maggiori d'Abruzzo.
Il territorio della comunità montana era inserito per buona parte nel parco nazionale d'Abruzzo, Lazio e Molise, comprendendo Alfedena, Ateleta, Barrea, Castel di Sangro, Civitella Alfedena, Opi, Pescasseroli, Pescocostanzo, Rivisondoli, Rocca Pia, Roccaraso, Scontrone e Villetta Barrea. Comprendeva inoltre le maggiori località sciistiche del centro-sud Italia: Pescocostanzo, Rivisondoli e Roccaraso, cui si aggiunse in seguito anche quella di Pescasseroli.
La Regione Abruzzo ha abolito la comunità montana insieme a tutte le altre comunità montane nel 2013; la sede si trovava a Castel di Sangro.

### Comuni
- Alfedena
- Ateleta
- Barrea
- Castel di Sangro
- Civitella Alfedena
- Opi
- Pescasseroli

- Pescocostanzo
- Rivisondoli
- Rocca Pia
- Roccaraso
- Scontrone
- Villetta Barrea